# Expectations (Hayley Kiyoko)
Expectations è l'album di debutto della cantante statunitense Hayley Kiyoko, pubblicato il 30 marzo 2018.
In Italia la versione digitale dell'album è stata pubblicata il giorno dell'uscita generale, mentre la versione CD fisico dell'album è stata distribuita nei negozi dal 15 febbraio 2019.
L'album è stato promosso da un tour internazionale, Expectations Tour, che ha visto l'artista impegnata in sessantacinque show tra Nordamerica ed Europa.
All'interno della terza leg del tour, rinominata European Encore Tour, la cantante ha toccato per la prima volta l'Italia, con un concerto al Fabrique di Milano il 27 febbraio 2019.

## Singoli
Il primo singolo chiamato "Sleepover" è stato rilasciato il 2 marzo 2017 insieme al videoclip, diretto dalla stessa Kiyoko, tramite BuzzFeed. Il secondo singolo, "Feelings" è stato rilasciato il 19 ottobre 2017, mentre il terzo singolo, "Curious" è stato pubblicato il 12 gennaio 2018. Il video musicale del singolo è stato pubblicato, diretto da Kiyoko e James Larese è stato presentato in anteprima al Total Request Live.

## Tracce
1. Expectations/Overture – 1:52
2. Feelings – 3:37
3. What I Need (feat. Kehlani) – 3:39
4. Sleepover – 3:54
5. Mercy/Gatekeeper – 5:44
6. Under the Blue/Take Me In – 5:37
7. Curious – 3:12
8. xx – 0:51
9. Wanna Be Missed – 3:15
10. He'll Never Love You (HNLY) – 3:51
11. Palm Dreams – 5:14
12. Molecules – 4:10
13. Let It Be – 3:41